# Manaus
Manaus là một thành phố ở Brasil, thủ phủ của Bang Amazonas và trung tâm tài chính, doanh nghiệp và phát triển kinh tế của miền bắc nước này. Nó là một thị trấn lịch sử và bến cảng, nằm ở trung tâm của khu rừng nhiệt đới lớn nhất thế giới. Nó nằm ở hợp lưu của những người da Negro và Solimões. Đây là một trong những thành phố nổi tiếng nhất Brasil nói riêng và trên toàn thế giới nói chung, chủ yếu là do tiềm năng của họ về du lịch, nhất là du lịch sinh thái. Đáng chú ý là di sản văn hóa và kiến trúc với rất nhiều ngôi đền, cung điện, bảo tàng, nhà hát, thư viện và các trường đại học. Nó nằm ở cực bắc của đất nước, cách 3490 km thủ đô Brasília.
Manaus có diện tích 11.401 km², dân số năm 2014 là 2,020,301 triệu người.
Thành phố Manaus là một trong những cảng chính phục vụ cho việc phát triển khu vực lưu vực sông Amazon. Thành phố này xuất khẩu các sản phẩm như cao su, gỗ. Các sản phẩm và ngành nghề chính gồm: lọc hóa dầu, xà phòng, hóa chất, thực phẩm chế biến, du lịch. Thành phố này được người Bồ Đào Nha lập nên năm 1669 và đã là một thành phố có ngành sản xuất cao su phát triển bùng nổ từ năm 1890 đến năm 1920.